# クロチゾラム
クロチゾラム（英：Clotizolam、Ro11-1465）は1970年代に初めて発明されたチエノトリアゾロジアゼピン誘導体で、近年ではデザイナードラッグとして販売されている。他の関連するチエノトリアゾロジアゼピンと同様に、鎮静作用、抗不安作用、抗てんかん作用、筋弛緩作用を持ち、血小板活性化因子（PAF）の阻害薬としても作用する。